# 산불 목록
다음은 국가별로 분류한 산불 사건의 목록이다.

## 아시아

#### 대한민국
- 1996년 고성 산불 (1996)
- 2000년 동해안 산불 (2000)
- 2005년 양양 산불 (2005)
- 화왕산 억새태우기 (2009)
- 2019년 강원도 산불 (2019)
- 2019년 부산 산불 (2019)
- 2019년 대전 산불 (2019)
- 2020년 춘천 산불 (2020)
- 2020년 울주 산불 (2020)
- 2020년 인천 산불 (2020)
- 2020년 안동 산불 (2020)
- 2020년 고성 산불 (2020)
- 2022년 동해안 산불 (2022)
  - 2022년 울진-삼척 산불
- 2025년 대한민국 산불 (2025)
  - 2025년 의성-안동 산불
- 2025년 인제 산불
- 2025년 대구 북구 산불

### 일본
- 구레시 산불 (1971)

## 아메리카

### 미국
- 1988년 옐로스톤 화재 (1988)
- 2007년 캘리포니아 산불 (2007)
- 라스 콘차스 화재 (2011)
- 야넬힐 산불 (2013)
- 노스 산불 (2015)
- 2019년 캘리포니아 산불 (2019)
- 2025년 캘래포니아 산불(2025 California wildfires)

### 캐나다
- 2016년 포트맥머리 산불 (2016)

### 브라질
- 2019년 아마존 우림 산불 (2019)

## 유럽

### 그리스
- 2007년 그리스 산불 (2007)
- 2009년 그리스 산불 (2009)
- 2018년 아티키 산불 (2018)

### 포르투갈
- 2017년 포르투갈 산불 (2017)

### 영국
- 2019년 영국 산불 (2019)

### 러시아
- 2019년 시베리아 산불 (2019)

## 오세아니아

### 오스트레일리아
- 2009년 빅토리아 주 산불 (2009)
- 2019~2020년 오스트레일리아 밀림 산불 (2019 ~ 2020